# 28 вересня
28 вересня — 271-й день року (272-й у високосні роки) в григоріанському календарі. До кінця року залишається 94 дні.

## Свята і пам'ятні дні

### Міжнародні
- ООН: Міжнародний день загального доступу до інформації
- Всесвітній день боротьби проти сказу (ініційований благодійною організацією «Альянс по боротьбі зі сказом» (ARC) та «Центрів боротьби з хворобами і профілактики хвороб» (CDC), Атланта, у Сполучених Штатах Америки за підтримки Всесвітньої Організації Охорони здоров'я
- День свободи від голоду. (2006)
- Міжнародний день правових знань.
- Міжнародний день безпечного аборту.

### Національні
- Гвінея: День референдуму
- Чехія: День чеської державності, День святого Вацлава
- Тайвань,  Філіппіни: День вчителя або День Конфуція (див.: День народження Конфуція).
- Казахстан: День працівників атомної галузі.
- Швейцарія: Національний день кави.
- Філіппіни: Національний день обізнаності та єдності в боротьбі проти дитячої порнографії.
- США:
  - Національний день синів.
  - Національний день громадських земель.

### Релігійні

#### Західне християнство
- Пам'ять святих Аарона Осерського[en], Аннемунда Ліонського[en], Вацлава І, Екзуперія Тулузського[en], Євстохії[en], Леоби[en], Лоренцо Руїса, Патернуса Ошського[en], Симона де Рохаса[en], Фауста Регійського, Харитона Сповідника та Яна з Дуклі;
- Пам'ять Річарда Ролл де Хемпола (Єпископальна церква).

#### Східне християнство[1]
- Пам'ять преподбних Харитона Сповідника;
- Собор преподобних отців Києво-Печерських, що в Ближніх печерах (преподобного Антонія) спочивають;
- Пам'ять пророка Варуха;
- Пам'ять мучеників Олександра, Алфея, Зосими, Марка, пастиря, Никона, Неона, Іліодора та ін;
- Пам'ять благовірного князя В'ячеслава Чеського.

## Іменини
✝  Католицькі: Аарон, Аннемунд, Вацлав, Екзуперій, Євстохія, Леоба, Лоренцо, Марк, Патернус, Симон, Фауст, Харитон, Ян.
✙ Православні: Антоній, Алфей, Варух, В'ячеслав, Зосим, Марко, Неон, Никон, Олександр, Харитон.

## Події
- 1066 — нормани на чолі з Вільгельмом Завойовником вторглися до Королівства Англія.
- 1538 — Битва при Превезі між османським флотом та об'єднаним флотом деяких християнських країн Європи.
- 1618 — У Брюсселі відкритий перший у світі ломбард
- 1651 — між Богданом Хмельницьким і Річчю Посполитою укладено Білоцерківський мирний договір
- 1773 — на Уралі і в Поволжі почалося повстання під керівництвом донського козака Омеляна Пугачова
- 1870 — війська Пруссії захопили Страсбург
- 1939 — під тиском СРСР Естонія підписала Радянсько-естонський договір про взаємодопомогу.
- 1968 — пісня гурту «Бітлз» «Hey Jude» на дев'ять тижнів очолила американський хіт-парад
- 1973 — скасоване рішення ЦК КПУ про створення на острові Хортиця у Запоріжжі державного заповідника
- 1979 — припинено існування СЕНТО — Організації Центрального договору
- 1994 — У Франції відбулася прем'єра фільму «Леон-кілер»
- 1999 — Бразильський футболіст Рональдо призначений послом миру в Косово. Він очолить кампанію боротьби зі злиднями в краї. Ця акція — частина програми розвитку ООН з боротьби зі злиднями в усьому світі
- 2000 — Афганський рух «Талібан» зажадав від Москви компенсації за десятилітню окупацію Афганістану
- 2001 — Кофі Аннан став Нобелівським лауреатом
- 2002 — Мати відомого голлівудського актора Сільвестра Сталлоне приїхала до Одеси

## Народились

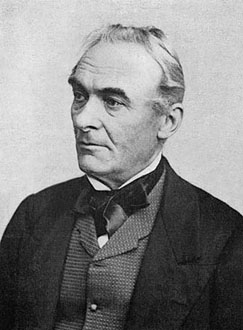
Проспер Меріме

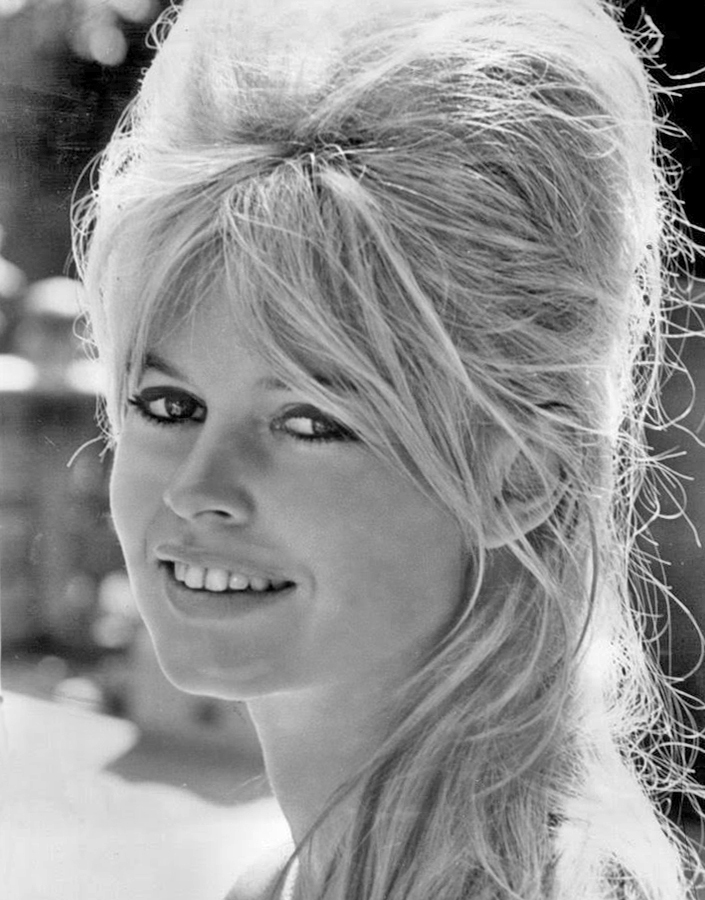
Бріжіт Бардо

Дивись також Категорія:Народились 28 вересня
- 551 до н. е. — Конфуцій, давньокитайський філософ та політичний діяч, титульна фігура у конфуціанстві.
- 1803 — Проспер Меріме, французький драматург, новеліст, історик, етнограф, романіст
- 1837 — Фран Левстік, словенський письменник, поет, драматург, журналіст, філолог, громадський діяч.
- 1840 — Рудольф Баумбах, німецький поет.
- 1848 — Радханатх Рай, індійський поет, письменник, драматург, що складав твори мовою орія.
- 1884 — Су Маньшу, китайський письменник, поет, журналіст, революціонер часів занепаду династії Цін та початку Китайської Республіки.
- 1886 — Микита Мандрика, український літературознавець, публіцист, учений, дипломат, поет, громадський діяч.
- 1892 — Кедра Мітрей, удмуртський письменник, вчений, громадський діяч, журналіст.
- 1897 — Мухтар Ауезов, казахський письменник, перекладач і літературознавець.
- 1903 — Олексій Каплер, радянський кінорежисер, асистент Олександра Довженка.
- 1916 — Ольга Лепешинська, українська і радянська балерина, педагогиня, народна артистка СРСР
- 1918 — Василь Сухомлинський, український педагог («Серце віддаю дітям», «Про виховання»)
- 1921 — Михайло Заєць, діяч УПА, автор спогадів про командира УПА Романа Шухевича
- 1924 — Марчелло Мастроянні, італійський актор.
- 1928 — Коко Тейлор, американська співачка, названа за унікальний голос Королевою блюзу
- 1929 — Дмитро Павличко, український поет, письменник, політик.
- 1934 — Бріжіт Бардо, французька акторка, секс-символ 1950-60-х («І Бог створив жінку», «Бабетта йде на війну», «Презирство»)
- 1934 — Вадим Костроменко, український кінооператор, кінорежисер, Заслужений діяч мистецтв України (1969)
- 1936 — Геннадій Буравкін, білоруський поет, державний діяч.
- 1936 — Гаврило Чернихівський, український літературознавець, краєзнавець, історик.
- 1941 — Олександр Яловенко, український художник-пейзажист, портретист
- 1947 — Володимир Трошкін, український радянський футболіст, бронзовий призер Олімпійських ігор.
- 1965 —  Олександр Матіюк, український судовий експерт, основоположник унікальних методів дослідження в галузях вибухотехніки та пожежотехніки.
- 1968 — Міка Хаккінен, фінський автогонщик, дворазовий чемпіон «Формули-1».
- 1987 — Гіларі Дафф, американська співачка і акторка.
- 1997 — Ян Юнвей, тайванський дзюдоїст, срібний призер Олімппійських ігор.

## Померли

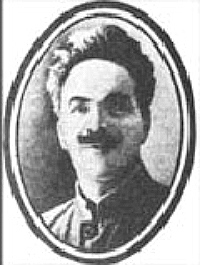
Юрій Будяк

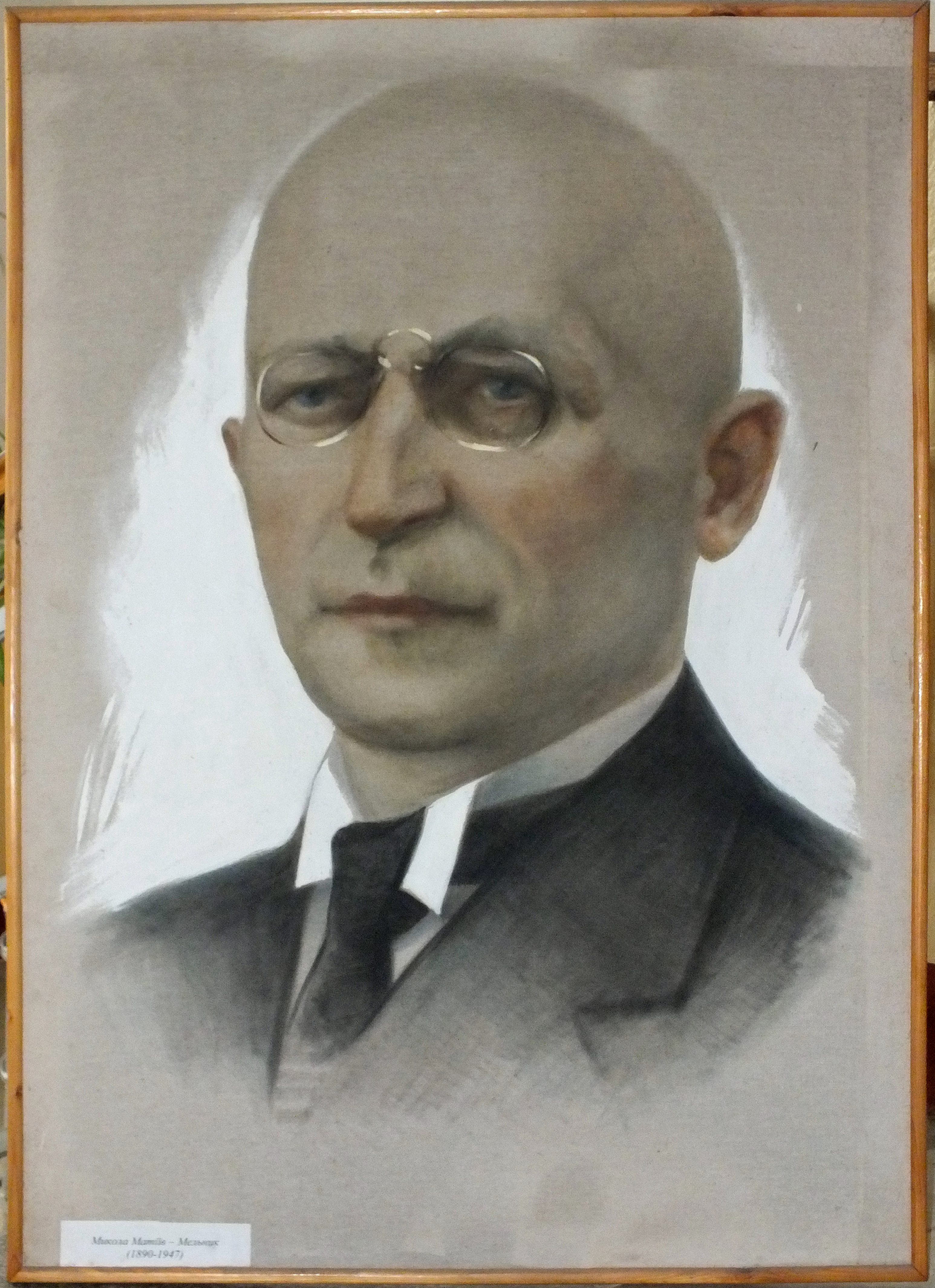
Микола Матіїв-Мельник

Дивись також Категорія:Померли 28 вересня
- 29 — Лівія Друзілла, дружина Октавіана Августа (38 до н. е. — 14), мати імператора Тиберія, прабаба імператора Калігули, баба імператора Клавдія і прапрабаба імператора Нерона.
- 1891 — Герман Мелвілл, американський письменник.
- 1895 — Луї Пастер, видатний французький мікробіолог і хімік.
- 1898 — Тань Ситун, китайський мислитель, поет, публіцист часів династії Цін.
- 1902 — Еміль Золя, французький письменник
- 1942 — Юрій Будяк, український письменник, журналіст, громадський діяч.

- 1947 — Микола Матіїв-Мельник, український письменник, журналіст.

- 1950 — Жое Буске, французький поет, прозаїк, літературний і художній критик.
- 1953 — Едвін Габбл, американський астроном
- 1956 
  - Остап Вишня, український письменник, новеліст, класик сатиричної прози XX ст.

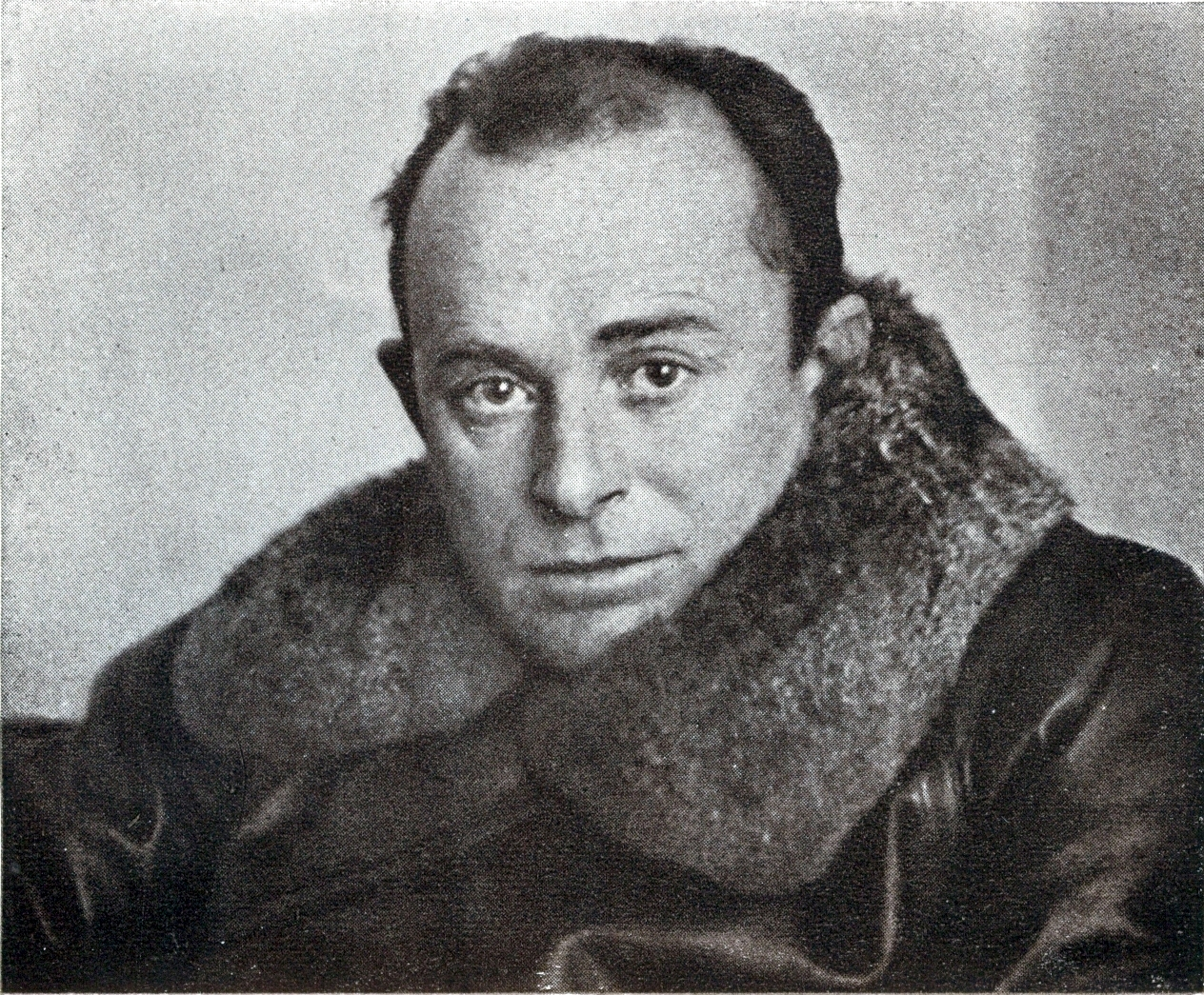
Остап Вишня

- - Вільям Боїнг, американський літакобудівник, засновник американської авіабудівельної компанії «Boeing».
- 1964 — Гарпо Маркс, американський комедійний актор, мім та музикант, член відомої акторської групи братів Маркс.
- 1966 — Андре Бретон, французький поет і письменник, основоположник сюрреалізму.
- 1970 — Джон Дос Пассос, американський письменник, журналіст.
- 1974 — Василь Іванис, український канадський економіст, інженер-технолог, історик, політичний та громадський діяч Кубані.
- 1977 — Тарнович Юліян Стефананович, український громадський діяч, журналіст, публіцист та письменник.
- 1978 — Іван Павло I, кардинал, Папа Римський. Помер на 33-й день після свого обрання Папою.
- 1988 — Еллі Алексіу, грецька письменниця та перекладачка..
- 1991 — Майлз Девіс, американський джазовий музикант та композитор.
- 2003 
  - Еліа Казан, американський продюсер, сценарист, кінорежисер, лауреат «Оскара».
  - Алтея Ґібсон, американська тенісистка-любителька і гольфістка, лідерка світового жіночого тенісу в другій половині 1950-х років.
- 2008 — Анатолій Скрипник, український письменник, літературний критик, журналіст, радіоведучий.
- 2010 — Артур Пенн, американський режисер, актор, продюсер, сценарист і громадський діяч.